# Matic v bolnišnici
Matic v bolnišnici (COBISS) je mladinsko prozno delo pisateljice Janje Vidmar. Knjiga je izšla leta 2004 v zbirki Navihanček pri Založbi Karantanija.

## Povzetek dela
Zgodba se začne s predstavitvijo Matica in njegovega prijatelja Uroša. Matic ima izredno rad sladoled, zato ga tudi tokrat poje preveč. Zaradi tega ga začne boleti grlo in mora obiskati zdravnika, ki mu pove, da bo moral odstraniti mandlje, saj so le ti vzrok za njegove pogoste bolezni.
Zdravnik naroči Matica za ponoven pregled čez en teden in tedaj mu zdravnik tudi izroči napotnico za v bolnišnico. Matic se pred odhodom v bolnišnico veliko pogovarja s svojima prijateljema Urošem in Tino o bivanju v bolnišnici. Matic v bolnišnici spozna dva nova prijatelja, Tilna in Petra, s tem pa se zgodba tudi zaključi.

## Analiza dela
Knjiga je sodobna mladinska proza, ki obravnava predvsem strah otrok pred bolnišnico in vsem kar je povezano z njo. Zgodba v knjigi se odvija v sodobnem času in prostoru, ki pa nista točno določena. Glavne književne osebe so Matic, Uroš in Tina.
Vse tri glavne književne osebe si bolnišnico predstavljajo kot kraj, s katerega ne prideš več nazaj domov, ampak ostaneš tam ves sam in osamljen.
Pisateljica skozi zgodbo predstavi kako otroci doživljajo obiske bolnišnic in kako se s tem svojim strahom spopadajo. Pri premagovanju strahu pred bolnišnico predstavi kot pomembne dejavnike tako starše kot prijatelje.
Zgodba pa poleg strahu pred bolnišnico predstavi tudi motiv prijateljstva treh otrok. Uroš in Tina ves čas skozi zgodbo stojita Maticu ob strani in vsi skupaj skušajo premagati strah pred bolnišnico. Matic na koncu zgodbe strah premaga.

## Književne osebe
- Matic je glavna oseba v knjigi, ter je okoli njega tudi osredotočena celotna zgodba v knjigi. Je osemleten fant in hodi v drugi b. Je  pameten in prebrisan. Ima najboljšega prijatelja Uroša, s katerim sta tudi soseda in sošolca v šoli.
- Uroš je Matičev najboljši prijatelj in sošolec. Večino svojega časa preživi z Maticem. Prikazan je kot pravi prijatelj in je vedno pripravljen pomagati Maticu.
- Tina je Matičeva in Uroševa prijateljica in živi v isti hiši kot onadva. Na začetku zgodbe jo imata Matic in Uroš za razvajeno, a se njuno mnenje skozi zgodbo spremeni in jo sprejmeta kot prijateljico.
- Stranski liki: Matičevi starši, zdravnik, medicinska sestra